# 라라 구트베라미
라라 구트베라미(이탈리아어: Lara Gut-Behrami, 이탈리아어 발음: [ˈlaːra ˈɡut], 1991년 4월 27일~)는 스위스의 알파인 스키 선수이다. 올림픽에서 금메달 1개, 동메달 1개를 획득했고 2014년 동계 올림픽 여자 활강 동메달을 획득했고 2022년 동계 올림픽에서 여자 슈퍼대회전 금메달과 대회전 동메달을 획득했다. 또한 세계 선수권 대회에서 금메달 2개, 은메달 4개, 동메달 3개를 획득했으며 월드컵에서 종합 우승 2회를 달성했다.

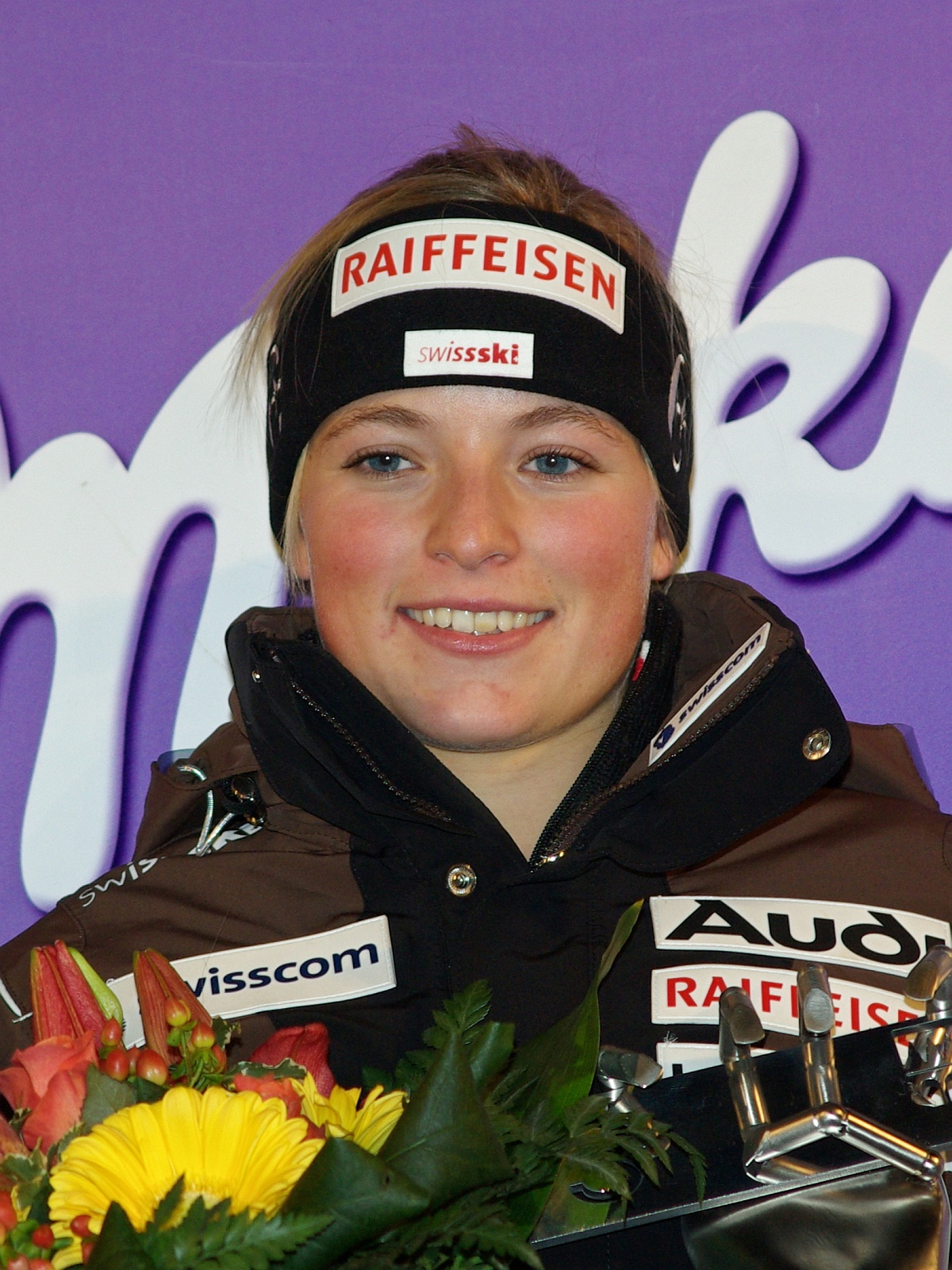
2008년 슐라트밍 월드컵 당시의 구트베라미

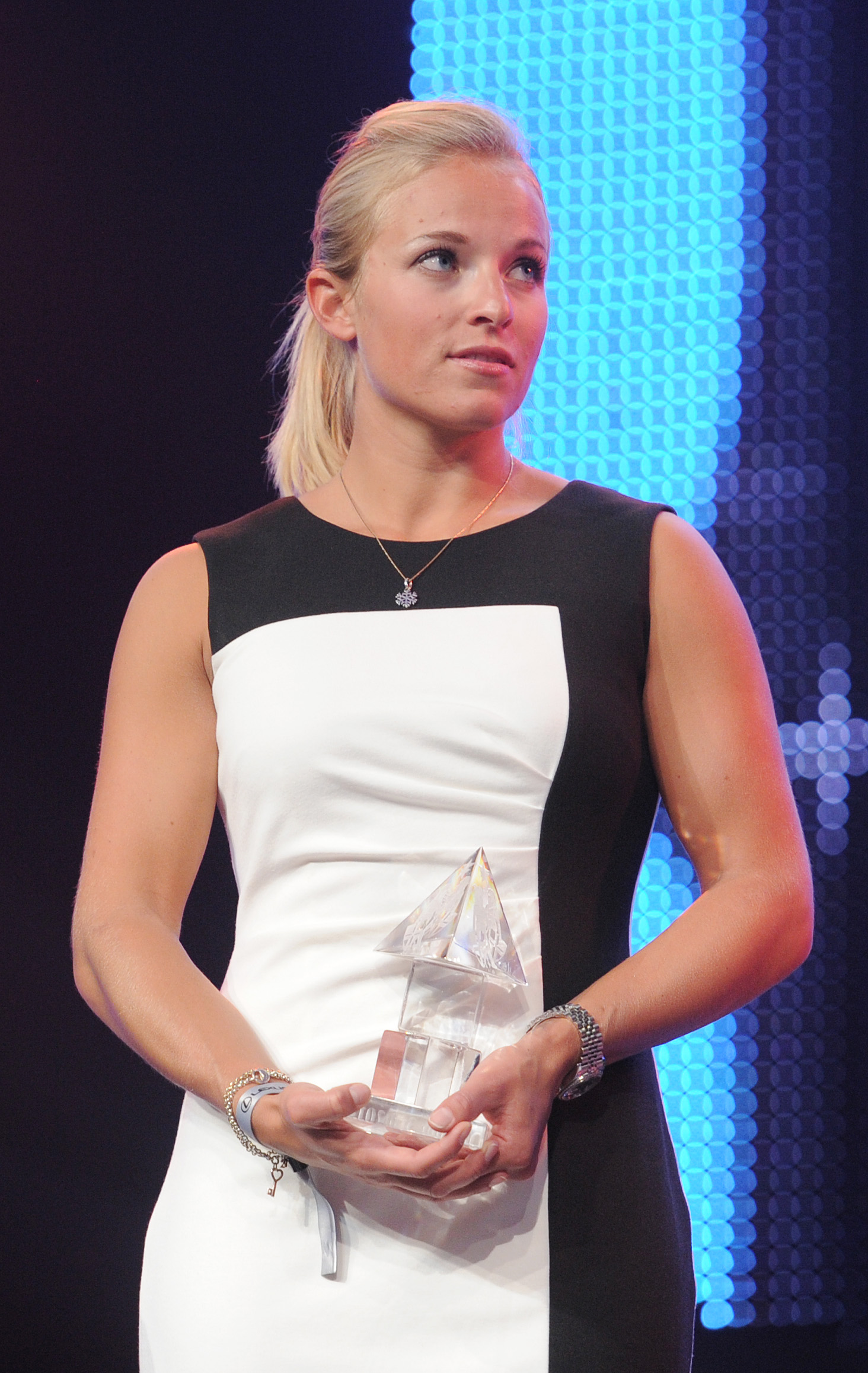
2014년 다보스 국제 스포츠의 밤 시상식 당시의 구트베라미

## 개인사
2018년 7월 스위스의 축구 선수인 발론 베라미와 결혼하였다.

## 기록

### 올림픽
| 연도 | 장소          | 종목       | 결과          | 메달 |
| ---- | ------------- | ---------- | ------------- | ---- |
| 2014 | 러시아 소치   | 활강       | 3위 (1:41.67) |      |
| 2014 | 대한민국 평창 | 슈퍼대회전 | 4위 (1:21:23) | 없음 |
| 2022 | 중국 베이징   | 슈퍼대회전 | 1위           |      |
| 2022 | 중국 베이징   | 평행대회전 | 3위           |      |